# Mike's Murder (album de Joe Jackson)
Albums de Joe Jackson
Night and Day
(1982) Body and Soul
(1984)
Singles
1. Memphis
Sortie : 1983

Mike's Murder est un album de Joe Jackson, sorti en septembre 1983.
Lorsqu'on a demandé à Joe Jackson d'écrire une chanson pour le film Mike's Murder (en), l'artiste a composé plusieurs titres qui ont été réunis dans cet album. La musique du film a finalement été composée par John Barry et quelques morceaux de Joe Jackson ont également été retenus.
L'album s'est classé 64e au Billboard 200.
En 1984, la chanson Breakdown a été nommée aux Grammy Awards dans la catégorie « meilleure performance instrumentale pop ».

## Liste des titres
Toutes les chansons sont écrites et composées par Joe Jackson.
| No | Titre                                | Durée |
| -- | ------------------------------------ | ----- |
| 1. | Cosmopolitan                         | 4:36  |
| 2. | 1-2-3 Go! (This Town's a Fairground) | 3:00  |
| 3. | Laundromat Monday                    | 3:31  |
| 4. | Memphis                              | 4:44  |
| 5. | Moonlight                            | 4:21  |
| 6. | Zémeo (instrumental)                 | 11:05 |
| 7. | Breakdown (instrumental)             | 3:59  |
| 8. | Moonlight Theme (instrumental)       | 3:25  |

## Personnel
- Joe Jackson : chant, harmonica, percussions, claviers, saxophone, vibraphone
- Sue Hadjopoulos : flûte, percussions, bongos, conga
- Graham Maby : basse, chœurs
- Larry Tolfree : batterie